# Erkenntniskritik
Erkenntniskritik ist die auf Immanuel Kant zurückgehende Teildisziplin der Philosophie, welche die grundsätzlichen Voraussetzungen, Möglichkeiten und Grenzen der menschlichen Erkenntnis behandelt. Sie ist Teil der umfassenderen Erkenntnistheorie (Epistemologie). Diese ist der allgemeinere Begriff bzw. die allgemeinere Lehre der menschlichen Erkenntnis, die auch eine einzelwissenschaftliche Untersuchung des Zustandekommens bzw. des Verlaufes der Erkenntnistätigkeit bedeuten kann. Erkenntniskritik ist nicht auf die Frage gerichtet, was wir erkennen, sondern wie wir erkennen.
Nach Kant ist es Angelegenheit der kritischen Erkenntnislehre, nicht die „unerschöpfliche“ Vielfalt der „gegebenen Gegenstände“ zu erfassen, sondern vielmehr die Einheit der grundlegenden Bedingungen darzustellen, die erforderlich ist, um zur Bestimmung der Erkenntnis der Gegenstände beizutragen. Die Rückbesinnung auf Bedingungen im Bewusstsein eines jeden Menschen als eines Subjekts nannte Kant Transzendentalphilosophie.

„Wenn die Anschauung sich nach der Beschaffenheit der Gegenstände richten müßte, so sehe ich nicht ein, wie man a priori von ihr etwas wissen könne; richtet sich aber der Gegenstand (als Objekt der Sinne) nach der Beschaffenheit unseres Anschauungsvermögens, so kann ich mir diese Möglichkeit ganz wohl vorstellen.“